# Antanifotsy
Antanifotsy är en stad i regionen Vakinankaratra i Madagaskar. Staden hade 65 700 invånare år 2013, nionde mest i Madagaskar.